# Кеј Си на тајном задатку
Кеј Си на тајном задатку (енгл. K.C. Undercover) америчка је телевизијска серија, чији је креатор Корини Маршал, која се емитовала од 18. јануара 2015. до 2. фебруара 2018. године на Дизни каналу. Главну улогу тумачи Зендеја као тинејџерка по имену Кеј Си која постаје шпијун.
У Србији, Црној Гори, Републици Српској и Северној Македонији серија је премијерно приказивана од 2015. до 2018. године на каналу Дизни Екс-Ди, титлована на српски језик. Титлове је радио студио Ес-Ди-Ај мидија. Од 4. септембра 2017. године, титлована серија је приказивана и на Дизни каналу.

## Радња
Постављена у Вашингтону, серија прати Кеј Си Купер, средњошколку и математичког генија која постаје шпијун захваљујући њеним родитељима, Крегу и Кири Купер, који су шпијуни који раде за агенцију под називом Организација. Њен брат, Ерни, покушава да им помогне јер се осећа изостављеним, због чега се касније и он прикључује тиму, и њенова жеља је довела до тога да Кира и Крег усвоје робота дете под именом Џуди.
Свака епизода се врти око Кеј Си и њене породице који се често боре са породичним проблемима истовремено спашавајучи државу, што им отежава криминална организација под називом Друга Страна.
У трећој сезони појављује се нова организација под називом Алтернативна која је против Организације и Друге Стране са циљем да униште владу Сједињених Америчких Држава како би променили свет на свој начин.

## Епизоде
| Сезона | Сезона | Епизоде | Премијерно приказивање (САД) | Премијерно приказивање (САД) | Премијерно приказивање (Србија) | Премијерно приказивање (Србија) |
| Сезона | Сезона | Епизоде | Прва епизода                 | Последња епизода             | Прва епизода                    | Последња епизода                |
| ------ | ------ | ------- | ---------------------------- | ---------------------------- | ------------------------------- | ------------------------------- |
|        | 1      | 27      | 18. јануар 2015.             | 24. јануар 2016.             | TBA                             | TBA                             |
|        | 2      | 24      | 6. март 2016.                | 13. јануар 2017.             | TBA                             | TBA                             |
|        | 3      | 24      | 7. јул 2017.                 | 2. фебруар 2018.             | TBA                             | TBA                             |